# マリーナ・ラスコーヴァ

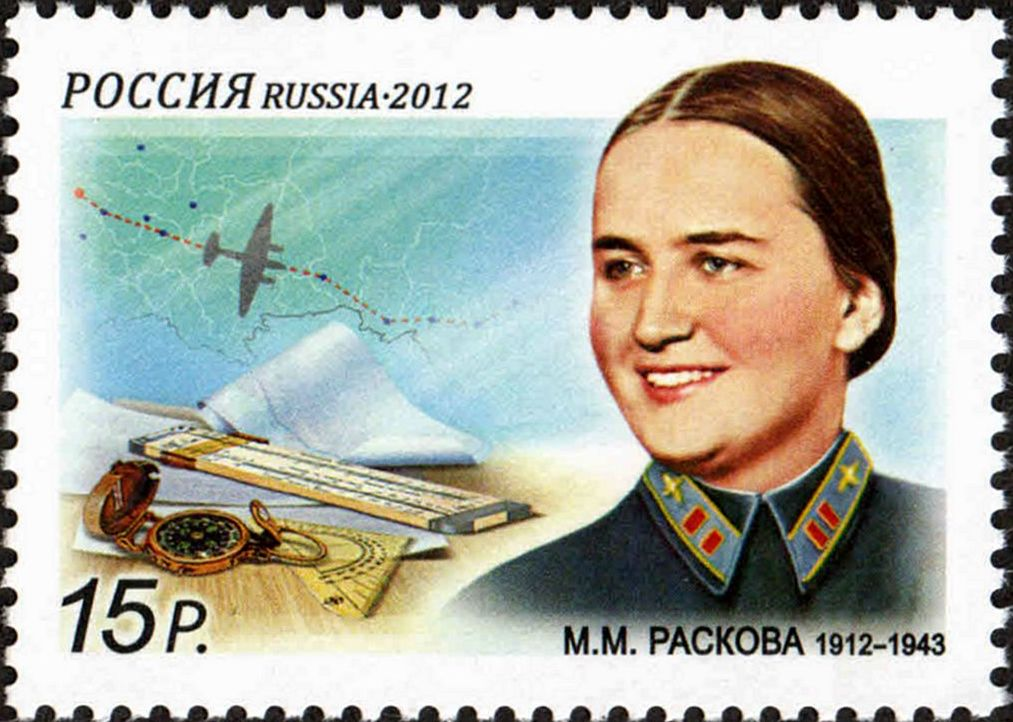
マリーナ・ラスコーヴァが描かれた切手

マリーナ・ミハーイロヴナ・ラスコーヴァ（ロシア語: Мари́на Миха́йловна Раско́ва 1912年3月28日 - 1943年1月4日）は、ソ連の女性飛行家、ソ連邦英雄。最終階級は空軍中佐。

## 概要
マリーナ・ラスコーヴァは、1912年にロシア帝国のモスクワで生まれた。
1932年より、ジュコフスキー空軍士官学校の航空研究所の研究所助手として働く。
レニングラード民間航空大学を1934年に終え、航法士となった。1938年9月24日から25日にかけて、ウクライナ人の女性飛行家ヴァレンティナ・グリゾドゥボワ機長、ポリーナ・オシペンコ副操縦士とともに、航法士としてDB-2を改修したANT-37"ローヂナ"(АНТ-37 "Родина":「ローヂナ」は「祖国」、「故郷」のこと）でモスクワ～コムソモリスク・ナ・アムーレ間5908.61 kmの直線無着陸飛行を行った。
1938年以降、赤軍と並行して、NKVDのスタッフを務めた。1937年2月から1939年2月まではフルタイムのコンサルタントとして、その後にはソ連国防総省第3（航空）総局の特別部門で、1941年2月から3月1日まではソビエト連邦NKVDの国家安全保障局の特別部に勤務し、上級大尉まで昇進した。また、1938年以来、ソビエト連邦の国際航空部門を率いていた
1941年6月22日に大祖国戦争（独ソ戦）が始まった際には、マリーナ・ラスコーヴァは自身の航空分野での偉業で得たヨシフ・スターリンとの個人的関係と防衛人民委員会での立場を利用し、スターリンに対しすべての女性の戦争協力のための新編成部隊を召集するよう懇願した。この願いは、自分の祖国ロシアから敵を追放することを望む千ものソ連人女性の支持を受けた。
司令部の正式な承認とコムソモールの援助を得て、マリーナ・ラスコーヴァは1941年9月に3つの女性連隊を編成した。Yak-1を主力とする第586戦闘飛行連隊、Pe-2を主力とする第587爆撃飛行連隊、Po-2を主力とする第588夜間爆撃飛行連隊は、試験兵団となった。訓練はヴォルガ川沿の都市サラトフに近いエンゲリスで続けられた。
マリーナ・ラスコーヴァは、爆撃連隊の指揮を執った。1942年12月28日、サラトフ近郊でPe-2を部隊に移送中、着陸に失敗して墜落、1943年1月4日に死亡した。1月12日、彼女の火葬された遺灰を入れた骨壷は赤の広場のクレムリンの壁の墓地でポリーナ・オシペンコの隣に埋葬された。彼女の名は、第125護衛爆撃飛行連隊、タンボフ最高軍事航空学校(Тамбовский ВВАУЛ)、そしてヴォルガ川の蒸気客船の名前となった。